# گائتانو گریکو
گائتانو گریکو (انگلیسی: Gaetano Grieco؛ زادهٔ ۷ نوامبر ۱۹۸۲) بازیکن فوتبال اهل ایتالیا است.
از باشگاه‌هایی که در آن بازی کرده‌است می‌توان به باشگاه فوتبال پارما، باشگاه فوتبال فوجا، باشگاه فوتبال مونتسا، باشگاه فوتبال یووه استابیا، باشگاه فوتبال امپولی، باشگاه فوتبال جنوآ، باشگاه فوتبال آولینو، و باشگاه فوتبال ناپولی اشاره کرد.
وی همچنین در تیم ملی فوتبال زیر ۱۹ سال ایتالیا بازی کرده‌است.